# Euroclydon

Wiatr katabatyczny

Euroclydon (εὐροκλύδων) – grecka nazwa wiejącego nad Morzem Jońskim północno-wschodniego wiatru katabatycznego typu bora.